# Пересыщение

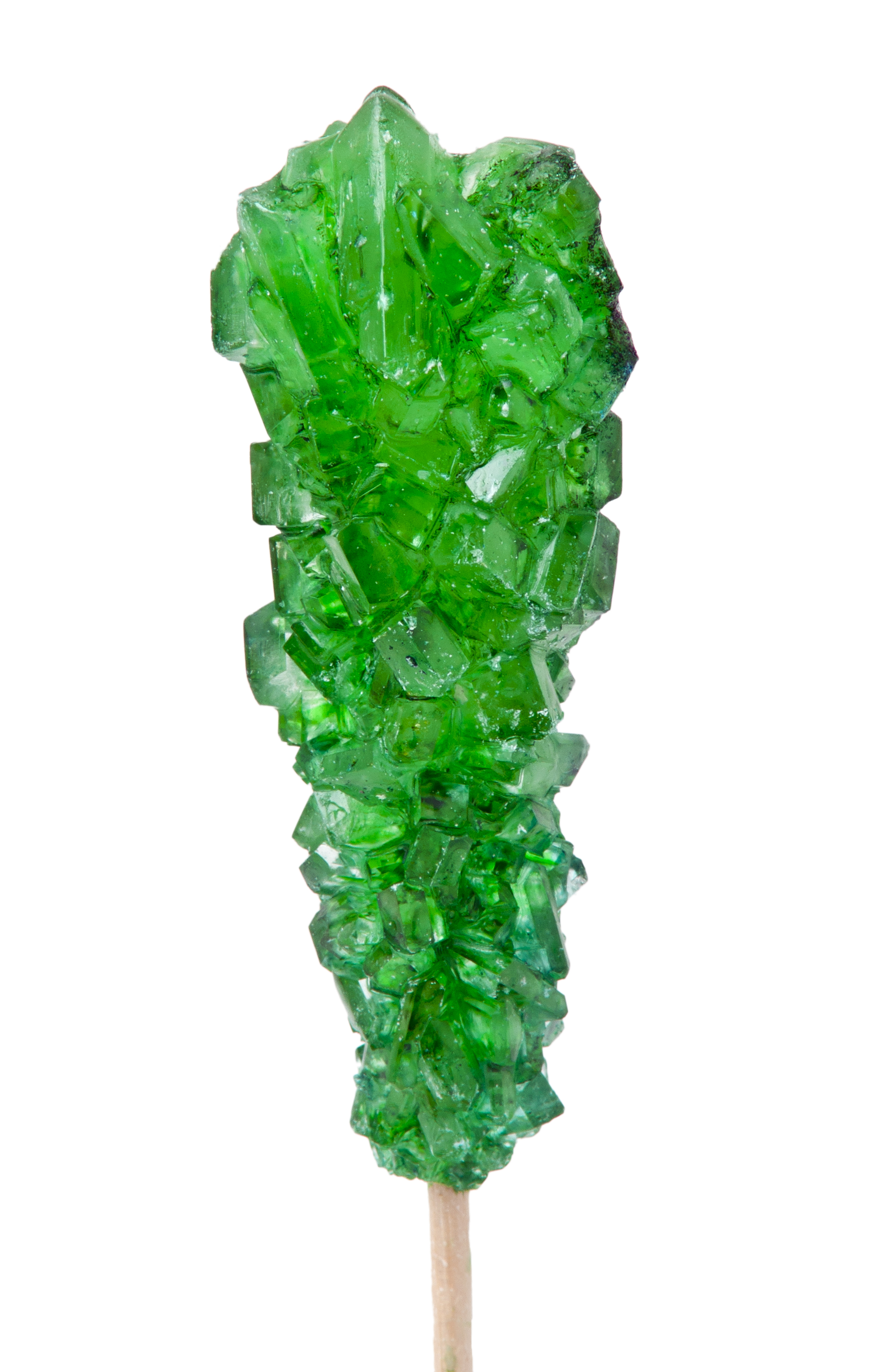
Сахар-кандис на палочке, полученный из перенасыщенного сахарного раствора.

Пересыщение — избыточная концентрация содержащегося в растворе или паре вещества сверх растворимости, то есть сверх концентрации, соответствующей насыщенному раствору или насыщенному пару при данных условиях. Неустойчивое состояние раствора. Зачастую пересыщение обозначается {\displaystyle \zeta } и задаётся формулой:

{\displaystyle \zeta ={\frac {n}{n_{\infty }}}-1}
здесь {\displaystyle n} — объёмная плотность числа молекул пара или раствора, {\displaystyle n_{\infty }} — объёмная плотность числа молекул насыщенного раствора или насыщенного пара. Таким образом заданное пересыщение изменяется в пределах {\displaystyle -1<\zeta <\infty }.
В случае {\displaystyle n>n_{\infty }} — пар называется пересыщенным, {\displaystyle n<n_{\infty }} — недосыщенный пар.